# Raión de Gulkévichi
El raión de Gulkévichi (del ruso: Гулькевичский район) es uno de los treinta y siete raiones en los que se divide el krai de Krasnodar, en Rusia. Está situado en el área oriental del krai. Limita al sur con el raión de Kurgáninsk y con el de Novokubansk, al oeste con el raión de Tbilískaya, al norte con el raión de Kavkázskaya, y al este con el raión de Novoaleksándrovsk del krai de Stávropol. Tiene una superficie de 1 395.6 km² y contaba con una población de 100 758 habitantes en 2010. Su centro administrativo es Gulkévichi.
El relieve de la región es llano. El río Kubán hace de frontera de la región al norte y al este. Por el norte del distrito se halla el río Samóilova Balka y por el sur se halla el río Zelenchuk Vtorói, afluentes del anterior.

## Historia
El raión fue establecido el 31 de diciembre de 1934 en la composición del krai de Azov-Mar Negro como resultado de la descentralización del raión de Kropotkin. Inicialmente estaba compuesto por once selsoviets: Ventsy-Zariá, Gulkévichskoye, Maikopskoye, Nikoláyevskoye, Novomijáilovskoye, Novoukrainskoye, Olginskoye, Otrado-Kubánskoye, Sokolovskoye, Sonentalskoye, Tysiachnoye y Plemzavoda. El 13 de septiembre de 1937 pasa a formar parte del krai de Krasnodar. 
El 22 de agosto de 1953 se le agregan tres selsoviets del disuelto raión de Temirgóyevskaya: Novokrasni, Púshkinskoye y Soyuz Chetyrej Jutorov. El 1 de febrero de 1963 el raión era disuelto y su territorio anexionado por el raión de Kavkázskaya con centro en Gulkévichi. El 20 de octubre de 1980 fue restablecida con los límites anteriores.

## Demografía
El 48.7 % de la población es urbana, y el 51.3 % es rural.
| Año  | Población |
| ---- | --------- |
| 1959 | 74 025    |
| 1989 | 91 201    |
| 2002 | 102 632   |
| 2009 | 100 658   |

## División administrativa
El raión se divide en 3 municipios urbanos y 12 municipios rurales, que engloban a 63 localidades.
| Municipios de tipo urbano              | Poblaciones* |
| -------------------------------------- | --- |
| Municipio urbano Guiréiskoye           | - Asentamiento de tipo urbano Guiréi - jútor Cheredinovski - selo Prioziórnoye |
| Municipio urbano Gulkévichkoye         | - ciudad Gulkévichi - jútor Lebiazhi - selo Maikópskoye |
| Municipio urbano Krasnosélskoye        | - asentamiento de tipo urbano Krasnoselski |
| Municipios de tipo rural               | |
| Municipio rural Ventsy-Zariá           | - posiólok Ventsy - posiólok Zariá - jútor Krupski - jútor Krásnaya Poliana - jútor Dujovskói - jútor Krávchenko - posiólok Lesodacha - jútor Podlesni - posiólok Pervomáiskogo Lesnichestva |
| Municipio rural Komsomólskoye          | - posiólok Komsomolski - jútor Telman |
| Municipio rural Kubán                  | - posiólok Kubán - posiólok Dalni - posiólok Mirni - posiólok Novoivánovski - posiólok Podlesni - posiólok Sovetski - posiólok Trudovói - posiólok Urozhaini                                 |
| Municipio rural Nikolenskoye           | - selo Nikolenskoye - jútor Bulgákov - jútor Verbovi - jútor Ivlev - jútor Lébedev - jútor Orlov                                                                                             |
| Municipio rural Novoukrainskoye        | - selo Novoukrainskoye - jútor Samóilov |
| Municipio rural Otrado-Kubánskoye      | - selo Otrado-Kubánskoye - posiólok Botánika - jútor Mirni Pajar - jútor Progres - jútor Staromavrinski                                                                                      |
| Municipio rural Otrado-Olginskoye      | - selo Otrado-Olginskoye - selo Novomijáilovskoye - jútor Kiyevka |
| Municipio rural Pushkinskoye           | - selo Púshkinskoye - jútor Novokrasni |
| Municipio rural Skobelevskoye          | - stanitsa Skobelevskaya - jútor Borísov - jútor Zhuravliov - jútor Partizán - jútor Rodnikov - jútor Serguéyevski - jútor Sporni                                                            |
| Municipio rural Sokolovskoye           | - selo Sokolovskoye - jútor Alekséyevski - jútor Mashevski - jútor Novopávlovski - jútor Petrovski                                                                                           |
| Municipio rural Soyuz Chetyrej Jutorov | - jútor Chaplyguin - jútor Zelenchuk - jútor Zarkov - jútor Staroguermánovski |
| Municipio rural Tysiachnoye            | - jútor Tysiachni - jútor Bratski - jútor Vozdvizhenski |

*Los centros administrativos están resaltados en negrita.

## Economía y transporte
Las actividades económicas principales del distrito son la agricultura y los materiales de construcción (vigas de hormigón, etc.)
La región está comunicada por el ferrocarril del Cáucaso Norte y por la carretera federal M29 Cáucaso.

## Personalidades
- Víktor Gorbatko (*1934), cosmonauta soviético ruso.